# Locomotiva FS E.430
La locomotiva E.430, inizialmente denominata RA 34 era una locomotiva a corrente alternata trifase delle ferrovie italiane.

## Storia

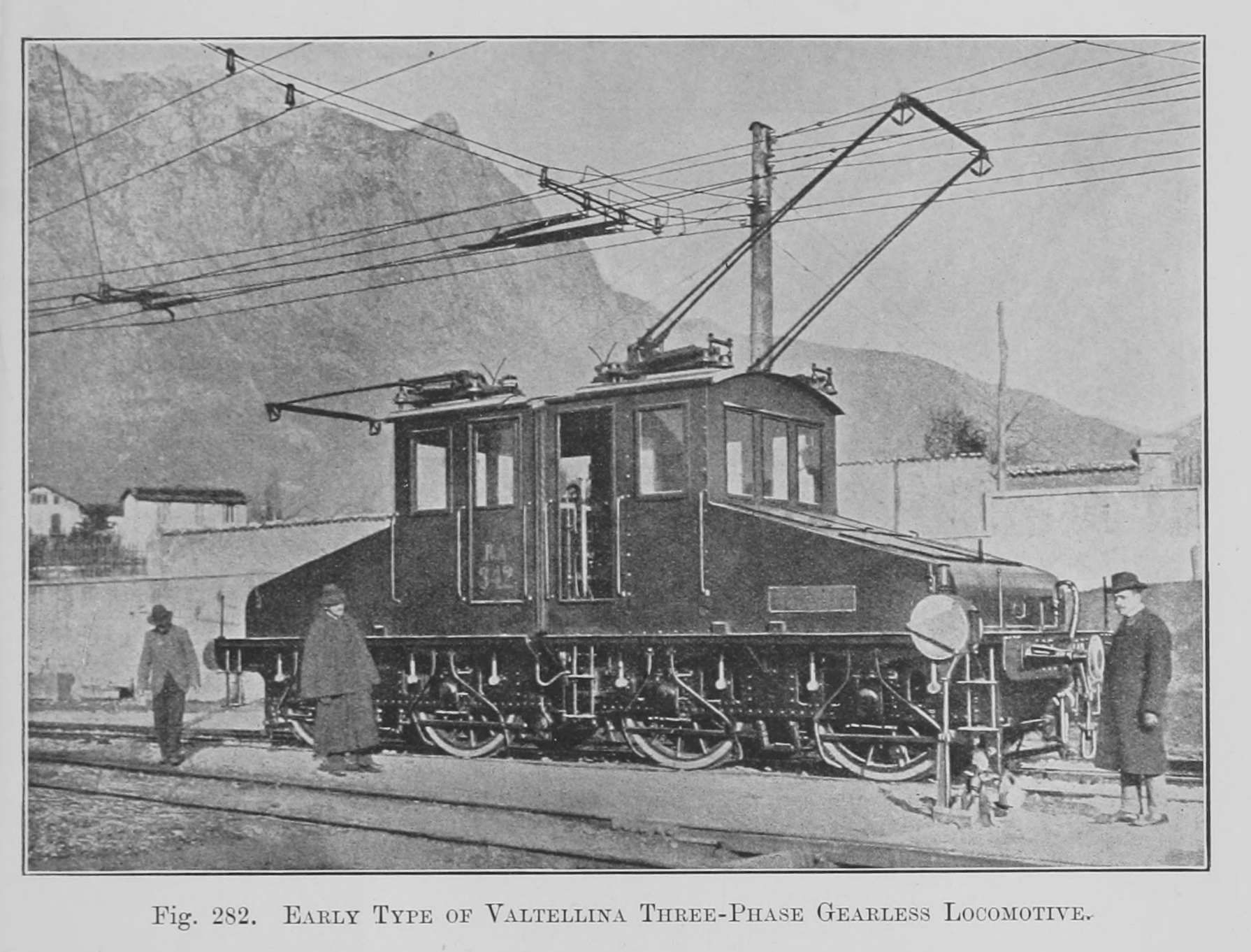
Locomotiva gruppo 34 della Rete Adriatica, poi FS E.430

La locomotiva elettrica E.430 rappresenta il primo vero e proprio esempio di motrice da treno, a livello mondiale, alimentato a corrente trifase. Venne costruita per conto della Rete Adriatica, che allora aveva l'esercizio delle linee ferroviarie della Valtellina dalle Officine di costruzioni ferroviarie ungheresi Ganz (per la parte elettrica) e dalla Reale Fabbrica di Macchine di Stato Ungherese (per la parte meccanica), allora tra le poche e più avanzate fabbriche del mondo nel settore elettrico ferroviario.
Le locomotive ebbero la numerazione 34.1 e 34.2 sotto la gestione della Rete Adriatica. Acquisite nel 1905 dalle Ferrovie dello Stato cambiarono la numerazione in 0341-0342 e nel 1914 ebbero quella definitiva E.430.1 e E.430.2.
Dato che linee della Valtellina furono le prime in Italia ad impiegare la corrente elettrica trifase per la trazione dei treni le E.430 vi vennero utilizzate sin dall'inizio. La Rete Adriatica aveva commissionato l'intero progetto di elettrificazione alla ditta Ganz di Budapest, una delle più quotate dell'epoca; gli impianti furono realizzati sotto la supervisione e secondo il progetto dell'Ing. Kálmán Kandó, uno dei pionieri della trazione trifase in Italia.
I lavori di elettrificazione erano cominciati nel 1897, con l'istituzione di una commissione governativa che aveva deciso di sperimentare differenti sistemi di elettrificazione: uno ad accumulatori (linee Bologna-San Felice e Milano-Monza), uno a corrente continua e terza rotaia a 650 V (Milano-Varese), ed infine il sistema trifase sulle linee valtellinesi.
Le prove delle linee elettriche aeree a 3 000 - 3 300 Volt, a frequenza 15 e 16,7 Hz, alimentate dalla centrale di produzione di Campovico vennero eseguite tra il 26 luglio 1902 (ma su questo dato c'è incertezza con il 1901) e il 4 settembre dello stesso anno, mentre l'esercizio sulle linee Lecco-Colico-Chiavenna e sulla Colico-Sondrio iniziò ufficialmente il seguente 15 ottobre.
Il servizio passeggeri venne affidato ad un parco di 10 automotrici elettriche del gruppo RA 32, mentre quello merci venne affidato alle due locomotive del gruppo RA 34, marcate 34.1 e 34.2 (poi E.430 FS).
Queste ultime, costruite dalla stessa Ganz e Mavag nel 1901 e aventi potenza di 440 kW e prestazione di 300 tonnellate, potevano vantare caratteristiche ben superiori a quelle delle locomotive a vapore del tempo.
Le automotrici elettriche invece si dimostrarono di potenza insufficiente al traino di treni viaggiatori e, successivamente smotorizzate, vennero trasformate in carrozze passeggeri (Classe RBz).
Dal 1928 le locomotive vennero rimosse dalle linee valtellinesi e trasferite alle stazioni di Bolzano e Fortezza dove, dall'anno successivo, vennero utilizzate come locomotive per la manovra dei carri in transito verso il Brennero.

## Tecnica
Le locomotive del gruppo 430 erano composte da due semicasse vincolate in modo permanente tramite una giuntura a soffietto snodata, che creavano un ambiente unico destinato alla cabina.
La cassa superiore era realizzata per chiodatura, bullonatura e rivettatura di lamiere: non essendo allora ancora sviluppati i sistemi di rivettatura a raso, le teste dei chiodi e degli inserti sono ben visibili sulla cassa.
La visibilità frontale era assicurata da tre pannelli in vetro sui due frontali, più quattro per ogni lato. Non erano però previsti tergicristalli o sistemi di pulizia. In compenso sulla parte anteriore del pancone erano montati due ingombranti fari a lampada, più un terzo posto al centro del cofano.
Ogni semicassa portava un carrello rigido, composto da due sale (ovvero da due assi da due ruote ognuno) sospese tramite due coppie di balestre.
I motori di trazione, da 150 cavalli ciascuno, erano montati direttamente sui singoli assi, per un totale di quattro installati a bordo. Le sale erano accoppiate al motore mediante assi cavi coassiali, con due sistemi di parallelogrammi articolati.
I motori erano coperti nella parte superiore da due cofani prominenti e inclinati verso le estremità, dotati di quattro portelli ognuno per permetterne la frequente manutenzione.
La captazione di corrente era assicurata da due trolley a stanga, costituiti da sbarre di ferro e tiranti sagomati a "parallelogramma", caratteristici dei mezzi trifase e controllati tramite gruppi di quattro molle cilindriche l'uno.

## Le linee della Valtellina percorse dall'E.430
- Linee elettrificate nel 1901-1902
  - Colico-Sondrio: inaugurata il 16 giugno 1885
  - Colico-Chiavenna: inaugurata il 9 settembre 1886
  - Lecco-Bellano: inaugurata il 1º luglio 1892
  - Bellano-Colico: inaugurata il 1º agosto 1894
- Ulteriori elettrificazioni:
  - Il 29 giugno 1902 Sondrio venne collegata con Tirano, ma l'elettrificazione verrà operata solo dopo la prima guerra mondiale.

## Esemplari conservati
- L'unità E.430.001 è conservata nel Museo della Scienza e della Tecnica "Leonardo da Vinci" di Milano. Si tratta dell'unità un tempo in servizio nella stazione di Fortezza.